# 브렌던 코일
브렌던 코일(Brendan Coyle, 1963년 12월 2일 ~ )은 잉글랜드의 배우이다.

## 출연 작품
- 다운튼 애비 (2019)
- 버터플라이 인 더 타이프라이터 (2018)
- 메리, 퀸 오브 스코틀랜드 (2018)
- 언레스 (2016)
- 미 비포 유 (2016)
- 노블 (2014)
- 더 레이븐 (2012)
- Perrier's Bounty (2009)
- 마크 오브 케인 (2007)
- 오프사이드 (2006)
- 프라임 서스펙트 (2006)
- 더 재킷 (2005)
- 컨스피러시 (2001)
- 웨이킹 더 데드 (2000)
- 007 네버 다이 (1997)

### 텔레비전
- 남과 북 (2004)
- Lark Rise to Candleford (2008-10)
- 다운튼 애비 (2010-15)